# Stefan Drews (Volleyballtrainer)
Stefan Drews (* 1. Januar 1977 in Neubrandenburg) ist ein deutscher Volleyballtrainer. Er verschrieb sich dem Volleyball erst mit 26 Jahren, zunächst als Spieler und ein Jahr später als Trainer. Derzeit ist er für die 2. Herrenmannschaft des TSV Giesen aktiv. Er machte durch seine Karriere von 2013 bis 2017 im Hallen- und Beachvolleyball auf sich aufmerksam.
In den letzten Jahren studierte er nebenbei Wirtschaftswissenschaften, absolvierte parallel die A-Trainer Ausbildung Volleyball, war drei Jahre in der 2. Bundesliga und als Referent und Beachvolleyball-Kadertrainer aktiv. 2015 wurde er Vater eines Kindes.

## Hallenvolleyball
Als Trainer begann er 2002 bei der VG Ilsede und wechselte später in die Kreisliga zur MTV-SG Borsum-Harsum. Zwei Jahre später kam der nächste Wechsel zum MTV Wolfenbüttel, wo er die Damenmannschaft nach Problemen im Laufe der Rückrunde verließ.
2013 lernte er den Trainer Harald Thiele des Drittligisten SF Aligse kennen und heuerte als Co-Trainer bei der 1. Herren-Mannschaft an. Das Engagement wurde mit dem Aufstieg belohnt und von 2014 bis 2017 spielte das Team in der 2. Bundesliga. Während dieser Zeit absolvierte er erfolgreich die A-Trainer Ausbildung an der DSHS in Köln. Nach der Saison 2016/2017 verließ er die SF Aligse aus persönlichen Gründen. Dies galt als Auslöser zum Rückzug des Teams, da die erforderliche Trainerlizenz fehlte, die die Berechtigung für die 2. Bundesliga darstellt. Der Verein fand keinen adäquaten Trainer und stieg infolgedessen freiwillig ab.
Derzeit ist er einer von zwei Trainern der 2. Herrenmannschaft der TSV Giesen GRIZZLYS in der Dritten Bundesliga.
Seit 2013 ist er als Referent in der Traineraus- und weiterbildung aktiv und gibt in Norddeutschland Fortbildungen für lizenzierte Volleyballtrainer. Er veröffentlichte sein A-Lizenz Hausarbeitsthema über Spielerintelligenz.

## Beachvolleyball
2011 organisierte er mit Jürgen Basedow-Clark den Beachvolleyball-Weltrekordversuch in Ilsede, der das Ziel hatte, 100 Stunden nonstop ein Feld zu bespielen. Für dieses Event wurden 228 Teams benötigt, die in fünf Turnier-Kategorien antraten. Der Versuch wurde nicht wie ursprünglich geplant von Guinness World Records begleitet und scheiterte nach 72 Stunden, als wegen menschlichen Versagens das Feld für längere Zeit unbesetzt blieb. Trotzdem erhöhten die Ilseder den bisherigen Rekord auf nunmehr 72 Stunden.
2013 wurde er als Kadertrainer für die Beachvollballjugend des Nordwestdeutschen Volleyballverbandes (NWVV) nominiert. Seine Teams belegten im ersten Jahr beim Bundespokal in Damp den 4. und 5. Platz. Mit dem Team Cathrin Luker/Hanna Viemann gelang 2015 erstmals der Finaleinzug und der 2. Platz. Einige Wochen später gelang der größte Erfolg mit dem Gewinn der Deutschen Meisterschaft in der U18 mit Inga Thiele/Hanna Viemann. 2016 folgten die Vize-Meister-Titel in der U18 mit Greta Barke/Senta Barke und in der U19 mit Inga Thiele/Hanna Viemann. Unter der Leitung von Bundestrainerin Silke Lüdike belegte Hanna Viemann mit Svenja Müller 2016 den 4. Platz bei der EM U18 in Brno/CZE und den 17. Platz bei der WM U19 in Larnaka/CYP mit Lena Günther.
2017 zog er mit seinem Team Anna-Lena Grüne/Lea-Sophie Kunst drei Mal in die Finals ein und stand beinahe vor dem Triple, welches noch keinem deutschen Team gelang. Er gewann mit Grüne/Kunst erstmals den Bundespokal der U17 und wurde Deutscher Vize-Meister in der U17 und U18 und wurde 2017 somit Deutschlands erfolgreichster Damen-Kadertrainer der letzten sechs Jahre. So zog er in drei Jahren in sechs Finalspiele der zwölf möglichen Deutschen Meisterschaften oder Bundespokals ein.
Sein Team Grüne/Kunst belegte 2018 bei der Weltmeisterschaft in Nanjing/China unter der Leitung von Leonard Waligora den 9. Platz und wurde zwei Wochen später Deutscher Meister in der U18. Somit zog Drews vier Jahre in Folge mit insgesamt drei unterschiedlichen Teams in das Finale der U18 ein und konnte dieses zwei Mal gewinnen. Für die EM U18 wurde 2018 Lea Sophie Kunst mit ihrer Partnerin Svenja Müller von Bundesstützpunkttrainer Leonard Waligora nominiert. Das Team gewann unter der Betreuung von Waligora erst die DM U19 in Kiel und zwei Wochen später die EM U18 in Brno/CZ. Mit Lea Sophie Kunst gelang ihm somit erstmals das Beachvolleyball-Triple. Anna-Lena Grüne gewann bei dem DM U19 mit ihrer Partnerin Greta Klein-Hitpaß Silber.
2020 spielt Grüne mit Olympiasiegerin Kira Walkenhorst die Qualifikation für die Deutsche Meisterschaft in Timmendorf.
Seit 2021 ist Drews selbstädnig tätig und gründete ein Beachvolleyballunternehmen für Trainingscamps und Leistungssport. Im Jahr 2023 folgten mit dem Doppelsieg bei der DM U17 und dem Bundespokal U17 die ersten Erfolge. Luisa Durisova gewann die DM U17 und belegte den 2. Platz beim Bundespokal U17. Sunna Milz gewann den 2. Platz bei der DM U17 und dem Bundespokal U17 und Carlotta Rust gewann den Bundespokal mit ihrer Partnerin Lou Danneberg. Finja Ziegenmeyer belegte den 2. Platz bei der DM U18.

## Absetzungs-Diskussion
Im Oktober 2017 wurde er von seinen Aufgaben als Kadertrainer entbunden. Die Begründung lag u. a. in der Rufschädigung des Verbandes, die im Juni vorausgegangen war. Im Juni 2017 postete er auf seiner Facebook-Seite einen Kommentar, in dem er die zu hohe Belastung für Kaderspielerinnen in ganz Deutschland anprangerte. Tatsächlich musste er zu Beginn der Beachvolleyballsaison auf mehr als die Hälfte der Spielerinnen verzichten, da diese verletzt oder erschöpft aus der Hallensaison kamen. Die Veröffentlichung auf Facebook erzeugte eine sehr große Resonanz, die sich über ganz Deutschland erstreckte.
Im Volleyball-Magazin wurde dieses Thema im August anhand eines Interviews ebenfalls veröffentlicht, was Stefan Drews Kritik seitens des NWVV einbrachte.
Weit nach der Sommersaison veröffentlichte der NWVV die Mitteilung, dass Drews seiner Aufgaben entbunden sei. Als Grund warf der Verband Drews vor, seine eigene Kritik nicht beherzigt zu haben und so die Verletzung einer Spielerin in Kauf genommen zu haben. Drews bestritt dies vehement und veröffentlichte dazu ein Statement auf seiner eigenen Facebook-Seite. Ein vom Verband veröffentlichter Kommentar wurde daraufhin gelöscht.
Die Gründe wurden von der Öffentlichkeit auf Facebook diskutiert und dem Verband eine Schlammschlacht und vorgeschobene Argumente vorgeworfen. Die Spekulationen reichten dabei von politischen Entscheidungen bis zur mangelnden Kritikfähigkeit des Verbandes. Die Reaktion und die Anteilnahme zum Statement von Stefan Drews war auch ebenfalls groß. Ehemalige, aktive und sehr erfolgreiche Spielerinnen widersprachen den Äußerungen des Verbandes und unterstützten Drews bei seiner Verteidigung.